# Georges Maurens
Georges Maurens, pseudonyme de Jules Henry, né à Coutances le 27 février 1854 et mort après 1923, est un écrivain français.

## Biographie
Conseiller de préfecture de la Somme, il publie son premier roman, Monsieur le Préfet en 1885. Envoyé à Paris, il travaille ensuite comme chef du secrétariat auprès du ministre de l'Intérieur.
Ayant connu Jules Verne à Amiens, il coécrit en 1883 avec Émile Abraham et Jules Verne la comédie Les Erreurs d'Alcide qui ne sera jamais représentée. Il obtient ensuite de Jules Verne l'autorisation d'adapter à la scène le roman Mathias Sandorf. Il rédige alors en 1887 le livret en collaboration de William Busnach d'une pièce en quatre actes et seize tableaux.
La pièce est représentée pour la première fois au Théâtre de l'Ambigu-Comique le 27 novembre 1887. Elle sera jouée 94 fois jusqu'en février 1888.
Georges Maurens est aussi l'auteur en 1890 de la comédie en un acte Maraskine.
Le 12 janvier 1899, Jules Verne l'autorise de nouveau à adapter un autre de ses romans, L'Archipel en feu, mais le projet n'aboutit pas.
Avec Charles Samson (1859-1913), sur une musique de Léon Pouget (1875-1930), il écrit en 1909 l'opérette Miss Cravache représentée à Marseille.

## Œuvres
- 1883 : Les Erreurs d'Alcide, pièce en 3 actes, avec Émile Abraham et Jules Verne
- 1885 : Monsieur le Préfet, roman, Ollendorf
- 1887 : Mathias Sandorf, pièce en 4 actes, d'après Jules Verne, avec William Busnach
- 1890 : Maraskine, comédie en 1 acte
- 1899 : L'Archipel en feu (n'aboutit pas)
- 1909 : Miss Cravache, opérette, avec Charles Samson, musique de Léo Pouget

## Édition
- Mathias Sandorf, pièce en 5 actes et 15 tableaux, Société Jules Verne, 1992